# Provincia de Gandaki
La provincia de Gandaki (en nepalí: गण्डकी प्रदेश) es una de las siete provincias establecidas por la nueva constitución de Nepal, que fue adoptada el 20 de septiembre de 2015. Limita con la región autónoma del Tíbet de China al norte, la provincia de Bagmati al este, la provincia de Karnali al oeste y la provincia de Lumbini y el estado indio de Uttar Pradesh al sur. La ciudad de Pokhara fue declarada capital interina el 17 de enero de 2018 y reafirmada como capital permanente en junio del mismo año.
Tiene un área de 21 504 km² y según el censo de 2011 tenía una población de 2 403 757 habitantes. La asamblea provincial adoptó Gandaki (por el río homónimo) como el nombre permanente al reemplazar su nombre inicial de provincia N.º 4 en julio de 2018.

## Subdivisiones administrativas
La provincia se divide en los siguientes distritos:
- Distrito de Baglung
- Distrito de Gorkha
- Distrito de Kaski
- Distrito de Lamjung
- Distrito de Manang
- Distrito de Mustang
- Distrito de Myagdi
- Distrito de Nawalpur
- Distrito de Parbat
- Distrito de Syangja
- Distrito de Tanahun

Los distritos son administrados por un comité de coordinación de distrito y un oficial de administración. Los distritos se subdividen en municipios y comunidades rurales (gaunpalikas). La provincia de Gandaki tiene una ciudad metropolitana, 26 municipios y 58 comunidades rurales.